# Acorduloceridea sinta
Acorduloceridea sinta – gatunek błonkówki z rodziny Pergidae.

## Taksonomia
Gatunek ten został opisany w 1990 roku przez Davida Smitha. Holotyp (samiec) został odłowiony ok. 30 km (20 mil) na płd. od miasta Tepic w Meksyku.

## Zasięg występowania
Meksyk, znany jedynie ze stanu Nayarit w zach. części kraju.